# Thomas Bickel
Thomas Bickel (Aarberg, Suïssa, 6 d'octubre de 1963) és un exfutbolista suís. Va disputar 52 partits amb la selecció de Suïssa.